# Ayu-mi-x 4 + selection Acoustic Orchestra Version
ayu-mi-x 4 + selection Acoustic Orchestra Version – jedenasty remiksowy album Ayumi Hamasaki. Album został wydany 20 marca 2002. Znalazł się na 9. miejscu w rankingu Oricon. Sprzedano 96 161 kopii.

## Lista utworów
| #  | Tytuł                                         | Czas |
| -- | --------------------------------------------- | ---- |
| 1  | "I am..." (Acoustic Orchestra Version)        | 5:42 |
| 2  | "NEVER EVER" (Acoustic Orchestra Version)     | 6:12 |
| 3  | "Endless sorrow" (Acoustic Orchestra Version) | 5:37 |
| 4  | "Fly high" (Acoustic Orchestra Version)       | 4:12 |
| 5  | "Daybreak" (Acoustic Orchestra Version)       | 4:41 |
| 6  | "SEASONS" (Acoustic Orchestra Version)        | 3:39 |
| 7  | "M" (Acoustic Orchestra Version)              | 4:57 |
| 8  | "Boys & Girls" (Acoustic Orchestra Version)   | 3:39 |
| 9  | "still alone" (Acoustic Orchestra Version)    | 5:57 |
| 10 | "TO BE" (Acoustic Orchestra Version)          | 5:24 |
| 11 | "no more words" (Acoustic Orchestra Version)  | 5:43 |
| 12 | "A Song for XX" (Acoustic Orchestra Version)  | 5:03 |
| 13 | "Dearest" (Acoustic Orchestra Version)        | 5:30 |
| 14 | "Who..." (Acoustic Orchestra Version)         | 5:04 |